# Bayerskt varmblod
Det bayerska varmblodet är en hästras som utvecklats i Bayern i Tyskland. Det bayerska varmblodet är baserat på den numera utdöda Rottalerhästen som föddes upp Rottdalen, ett område som en gång i tiden var känt för sina förstklassiga hästar. Rasen avlades fram vid munkklostren i Hornbach och Worschweiler. Rasen är nästan alltid fux på grund av sin stamfader Rottalern som alltid var fuxfärgad, men kan även vara brun.

## Historia
Stamfadern till det Bayerska halvblodet, Rottalerhästen, var en fuxfärgad skogshäst som föddes upp i Rottdalen. Dessa hästar var mycket välkända och eftertraktade som stridshästar. Under korstågen på 1000-talet var denna ras omåttligt populär. 
Flera hundra år senare på 1500-talet avlades hästarna systematisk vid klostren i Zweibrücken och stammen förbättrades med importerade hingstar från England, bland annat engelska fullblod och olika halvblodshästar som t.ex. Cleveland Bay, samt anglonormandiska hästar. Man korsade in den tyska Oldenburgaren på 1800-talet för att göra rasen lite tyngre. 1907 var rasen fixerad och fick en egen förening, "Bavarian Regional Horse Breeders Society". 
Benämningen Rottaler togs bort helt på 1960-talet för att ersättas med Bayerskt varmblod, men i Tyskland kallas rasen ibland fortfarande Rottaler. Nu började även efterfrågan på rasen som arbetshäst att minska kraftigt då jordbruken och samhället mekaniserades. Rasens officiella förening började då planera om aveln för att rasen skulle lämpa sig bättre för ridsport som var ett mycket ökande intresse runt om i världen. De hingstar som var grövre och av den äldre typen byttes ut mot hingstar som tillhörde lättare och mer atletiska raser som Hannoveranare, Trakehnare och engelska fullblod. 
1994 startades dock en förening för att försöka bevara den äldre och tyngre typen av det bayerska varmblodet. Överlag finns ca 11 500 bayerska varmblod varav ca 4 150 är av den äldre typen.

## Egenskaper
Det bayerska varmblodet är en tilltalande häst med en lång och elegant hals som är ett arv från det engelska fullblodet. Uppfödarna lägger stor vikt vid att hästarna ska ha ett lugnt temperament och hästarna får gå igenom prestationsprov för att se om de håller måttet. Rasen är en medeltung varmblodshäst med ganska bred och mycket väl musklad kropp och grov benstomme, kraftig hals och lång rygg. Rasen är allt fux eller brun och blir ca 160-170 cm i mankhöjd.
Bayerska hästar har visat stor talang inom dressyr och banhoppning och tävlar även på internationell nivå. Det bayerska varmblodet får väldigt sällan problem med sina hovar då de är sunda och tåliga och utan svagheter. Bayerska varmblod märks ofta med sitt officiella märke, en sköld med en krona ovanpå och ett B i mitten. 